# Paweł Rosak
Paweł Rosak (ur. w Warszawie) – polski muzyk, wokalista, kompozytor, autor tekstów oraz producent muzyczny.

## Życiorys
Urodził się w Warszawie, mieszkał także w Cambrige i Londynie. W dorosłym życiu zamieszkał w Hiszpanii.
Wydał cztery solowe autorskie albumy. W trakcie kariery zawodowej współpracował z gwiazdami muzyki popularnej, jazzu, soulu i bossa novy, m.in. z Benem E. Kingiem, Gerrym Rafferty, Oscarem Castro Nevesem, Chrisem Farlowem, Davidem Soulem i Leigh Blondem, jak też z polskimi artystami i muzykami, m.in. Anną Marią Jopek, Michałem Dąbrówką, Robertem Kubiszynem i Natalią Kukulską. Koncertował w Wielkiej Brytanii, Holandii, Hiszpanii, Szwajcarii, Niemczech, Belgii i Portugalii.
Jego album pt. Who Knows z 2016 inspirował Monikę A. Oleksę do napisania powieści „Spacer nad rzeką”, która ukazała się w 2017 nakładem wydawnictwa Filia.

## Dyskografia

### Albumy
- 2018: reedycja Who Knows[3] (Universal Music)[4]
- 2016: Who Knows (MJM Music PL)[4]
- 2006: Spanish Sun (Dream Music)[4]
- 1993: Intuition[5] (Fat Cat Records, reedycja: MJM Music PL)

### Single
- 2017: „I’m Coming Home”, „Adonde Vas?” (MJM Music PL)
- 2016: „My Bossa Nova”, „Love Is a Traveller” (z Anną Marią Jopek) (MJM Music PL)
- 2007: „You Can Count on the Wind” (Dream Music)
- 2006: „Spanish Sun”
- 1993: „Magdalena”, „I ll always take you with me” (MJM Music PL, Timbuktu Records)

### Teledyski
- 2018: „Adonde Vas?”
- 2008: „Spanish Sun”
- 1993: „Magdalena”

### Wybrana dyskografia z innymi artystami
Z Gerrym Raffertym:
- 2021: „Rest in blue” ( Parlophone )
- 2009: „Life goes on” (Hypertrension Music)
- 1995: „One more dream” (Polygram)
- 1994: „Over my head” (Polydor)
- 1992: „On a wing and a prayer” (Polydor. A&M)[6]

Z Benem E Kingiem:
- 2006: „I ve been around” (True Life Entertainment)[7]

Z Chrisem Farlowem ft. Van Morrison:
- 2006: „Farlowe that” (Delicious Records)

Z Hugh Burnsem:
- 2004: „Synchromatic” (Acoustic Masters)
- 1999: „Dedication” (Bridge Records)[8]

Z Leigh Blondem ft. Chris Farlowe:
- 2006: „Blue side of the road” (RM Records)[9]
- 2004: „Tribute to PCL” (RM Records)
- 1999: „See me through” (Sony Music)

Z Davidem Soulem:
- 1999: „Don t give up on us baby”

Z Taxi:
- 1999: „Nie zapomnij” (Columbia/Sony MusicPL)[10]

### Wybrane kompilacje
- Smooth jazz cafe 20 – „Do You Remember” (Universal Music)[11][12]
- Smooth jazz cafe 18 – „Whispers and Cries” (Magic Records/Universal)
- Smooth jazz café 16 – „Love is a traveler” (Magic Records/Universal)[13]
- Smooth jazz café 15 – „Adonde Vas?” (Magic Records/Universal)[14]
- Smooth jazz cafe 11 – „Love Will Always Flow” (Magic Records/Universal)[15]
- Smooth jazz cafe 7 – „Spanish sun”[16]
- Piękni Trzydziestoletni – „Feels so good” (Universal Music PL)[17]
- The best of smooth jazz vol3 (EMI) – „Spanish sun”[18]
- Krok w rock – „Ty i ja” (Koch Records)
- Best hits sentymental – „Never thought you do let me go” (VM Productions)
- Love Ballads vol 2 – „Magdalena” (Himalaya Records Corp)
- The power of love – The greatest hits – „Never let you go” (VM Productions)
- Love Ballads vol 1 – „I ll always take you with me” (Himalaya Records Corp)